# Laraine Day
Laraine Day (nascida La Raine Johnson, Roosevelt, 13 de outubro de 1920 — Ivins, 10 de novembro de 2007) foi uma atriz norte-americana. É uma das estrelas mencionadas na Calçada da Fama.

## Filmografia (seleção)
- Tarzan Finds a Son!, 1939
- Foreign Correspondent, 1940
- My Son, My Son!, 1940
- Mr. Lucky, 1943
- The Story of Dr. Wassell, 1944
- Bride by Mistake, 1944
- Those Endearing Young Charms, 1945
- Tycoon, 1947
- The Woman on Pier 13, 1950